# Óscar García Lago
Pour les articles homonymes, voir Óscar García et García.
García  Lago est un nom espagnol. Le premier nom de famille, en général paternel, est García ; le second, en général maternel, souvent omis, est Lago.
Óscar García Lago (né le 25 août 1977, à Barakaldo, est un coureur cycliste espagnol, actif dans les années 1990 et 2000.

## Biographie
En 1999, Óscar García Lago remporte le Tour de Navarre. L'année suivante, il court dans la réserve de l'équipe Banesto. Il passe ensuite professionnel en 2001 au sein de l'équipe continentale Paredes Rota dos Móveis-Tintas VIP, qui évolue sous licence portugaise. Il n'y reste cependant qu'une saison, sans obtenir de résultats notables. 

## Palmarès
- 1998
  - 2e du Grand Prix Ricardo Otxoa
  - 2e du Circuito Sollube
  - 3e du Tour de Ségovie
- 1999
  - Classement général du Tour de Navarre
  - Circuito Sollube
  - 2e du Premio Nuestra Señora de Oro
  - 2e du Mémorial José María Anza
  - 3e de la Lazkaoko Proba
- 2000
  - 2e de la Subida a Urraki
  - 2e du San Bartolomé Saria
  - 3e du Trofeo de Villava
  - 3e du Mémorial José María Anza